# Gare de La Rivière-de-Mansac
Gare de La Rivière-de-Mansac – przystanek kolejowy w Mansac, w departamencie Corrèze, w regionie Nowa Akwitania, we Francji. 
Przystanek jest zarządzany przez Société nationale des chemins de fer français (SNCF) i jest obsługiwany przez pociągi TER Aquitaine.

## Położenie
Znajduje się na wysokości 93 m n.p.m., na km 133,969 Coutras – Tulle, pomiędzy stacjami Terrasson-Lavilledieu i Larche. 

## Linie kolejowe
- Linia Coutras – Tulle